# Buick Reatta

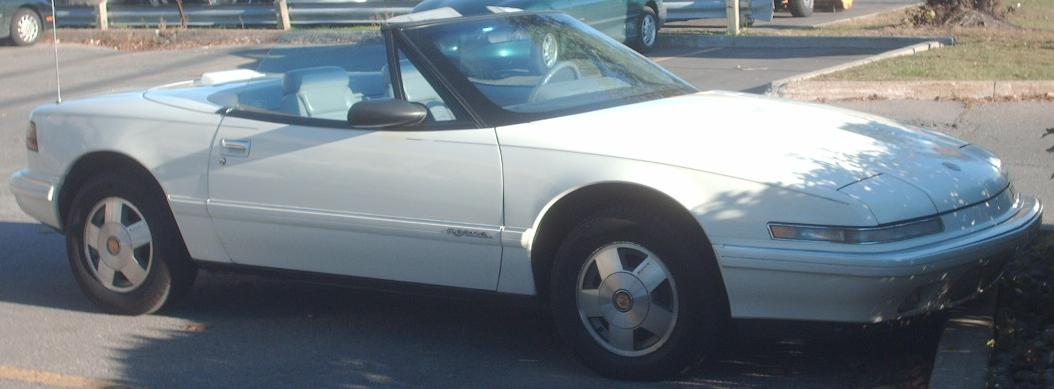
Reatta Cabriolet

La Buick Reatta est un modèle d'automobile produit par Buick de 1988 à 1991 en proposant uniquement le cabriolet lors des deux dernières années de production. Elle est équipée d'un moteur V6 de 3,8 litres et d'une version raccourcie de la plate-forme GM E, partagée avec la Buick Riviera de septième génération.
En tant que première 2 places de Buick et premier cabriolet depuis la Riviera de 1985, le Reatta a été fabriquée dans le cadre d'un programme d'assemblage hautement spécialisé au Reatta Craft Center (plus tard connu sous le nom de Lansing Craft Center) à Lansing (Michigan), atteignant une production de plus de 21 751 modèles incluant 2 437 modèles convertibles.

## Origine du nom
Le nom Reatta est dérivé du terme hispano-américain riata qui signifie lasso. Les spécialistes en marketing y ont ajouté un « t » pour faire bonne mesure et la Reatta avait son identité propre à elle. Pour réaliser ce projet assez spécial, Buick sortira des sentiers battus et utilisera des moyens assez peu employés jusqu’à ce jour chez GM.

## Historique
Dès le début des travaux, il était prévu que cette voiture serait fabriquée aux États-Unis et l’endroit choisi fut une ancienne usine désaffectée de Oldsmobile à Lansing dans le Michigan. Complètement rénovée, cette usine porterait le nom de Reatta Craft Center.
Pour la fabrication de la Reatta au Reatta Craft Center, étant donné sa production limitée, des équipes spécialisées de travailleurs ont assemblé la voiture dans une série de stations plutôt que sur une chaîne de montage conventionnelle. Une fois qu'une équipe avait terminé sa partie de l'assemblage, la voiture était déplacée par des robots jusqu'à la station suivante. Les travaux de peinture ont été effectués sur place en sous-traitance avec PPG Industries.
En fin d’assemblage, les lignes de la Reatta sont très distinctives. Les stylistes ont adopté des angles arrondis tout en étant modérément audacieux dans l’élaboration des formes générales. 

## Motorisation
La Reatta utilisait le V6 "Buick 3800" de General Motors de 165 à 170 ch (123–127 kW) et de 285 à 298 Nm de couple (la puissance et le couple ont été réhaussés lors de la dernière année de production) en position transversale et en traction avant. La voiture utilisait une suspension entièrement indépendante et des freins à disque aux 4 roues avec ABS. La vitesse maximale était limitée électroniquement à 125 mph (205 km/h). La Reatta été évaluée à 13,1 L/100 km en ville et à 8,7 L/100 km sur l'autoroute.

## Équipements

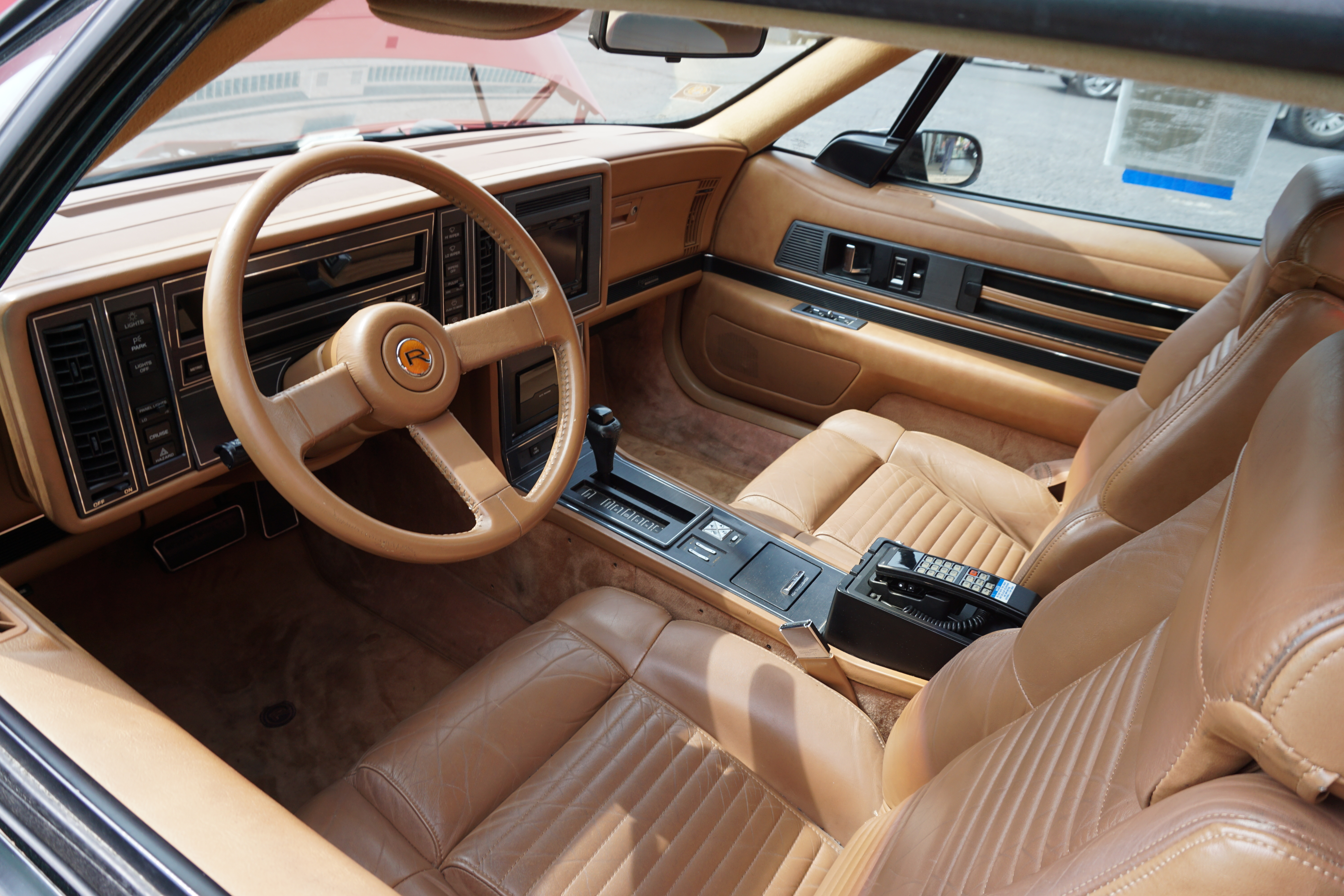
Intérieur.

Véritable halo car de la marque Buick, la Reatta comportait un équipement particulièrement complet et moderne pour l'époque.
Elle s'équipait de sièges baquets jumeaux avec une zone de rangement derrière les sièges comprenant deux bacs verrouillables et une trappe d'accès verrouillable au coffre arrière. Lors de sa sortie, les options comprenaient des sièges électriques à 16 directions au lieu de sièges électriques à 6 directions, des moulures latérales en noir ou en couleur de carrosserie et une suppression des stickers décoratifs. Un toit ouvrant était proposé en option à la fin de 1988 et, en 1989, l'entrée sans clé a été ajoutée en tant qu'équipement standard.
La Reatta avait la particularité d'être la seule voiture de Buick avec des phares escamotables avec l'ensemble des optiques se déplaçant de haut en bas. Les autres voitures Buick à phares cachés, la Riviera (1965-1969) et la Skyhawk (1987-1989 pour certains niveaux de finition), avaient des phares fixes cachés derrière des couvercles mobiles.

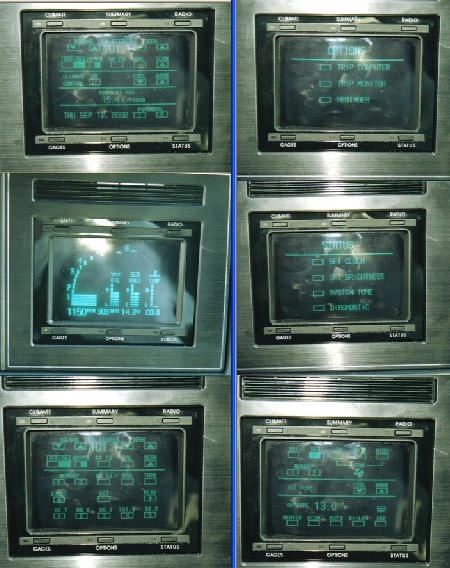
Ecran tactile installé dans la Reatta.

De 1988 à 1989, la Reatta comportait une interface informatique à écran à tube cathodique tactile, commercialisée sous le nom de centre de contrôle électronique (ECC), qui comprenait des fonctions de radio et de climatisation, la date et l'heure, un ordinateur de bord et une alarme de survitesse configurable par l'utilisateur, ainsi qu'un accès au diagnostic, aux systèmes électroniques et aux capteurs du véhicule. Les modèles ultérieurs étaient équipés d'une chaîne stéréo à bouton-poussoir conventionnelle et de commandes de climatisation. 
En 1990, l'intérieur a été repensé, ajoutant un airbag conducteur et un lecteur CD en option. En 1991, le moteur "L27" 3800 et la transmission 4T60-E ont remplacé les unités "LN3" et hydrauliques 4T60 et la Reatta a reçu un nouveau système ABS, de nouvelles roues de 16 pouces, des phares automatiques et un porte-gobelet intégré à l'accoudoir.
Chaque Reatta comprenait un livre en cuir contenant le manuel du propriétaire et un stylo. En 1990 et 1991, un folio du propriétaire à fermeture éclair était inclus contenant le manuel du propriétaire, un stylo, une lampe de poche et une jauge de pneu, ainsi qu'un manuel «Craftsman's Log» avec les signatures des superviseurs pour l'assemblage de la voiture.
En 1988, environ cinquante-cinq exemplaires ont été désignés "Select Sixties" et attribués aux soixante meilleurs concessionnaires Buick. Les modèles, désignés en interne modèle X22, comportaient un extérieur noir, un intérieur beige et des emblèmes de capot uniques "Select Sixty".
En 1990, le programme Select Sixty a été répété, avec soixante-cinq cabriolets blancs comprenant des emblèmes spéciaux et un intérieur rouge flamme avec des sièges baquets blancs, des roues blanches de 16 pouces et un porte-gobelet.

## Production
La première voiture a été achevée au Reatta Craft Center en décembre 1986. La production en série a commencé en janvier 1988 et s'est terminée le 10 mai 1991.